# مدينة الارتكاز

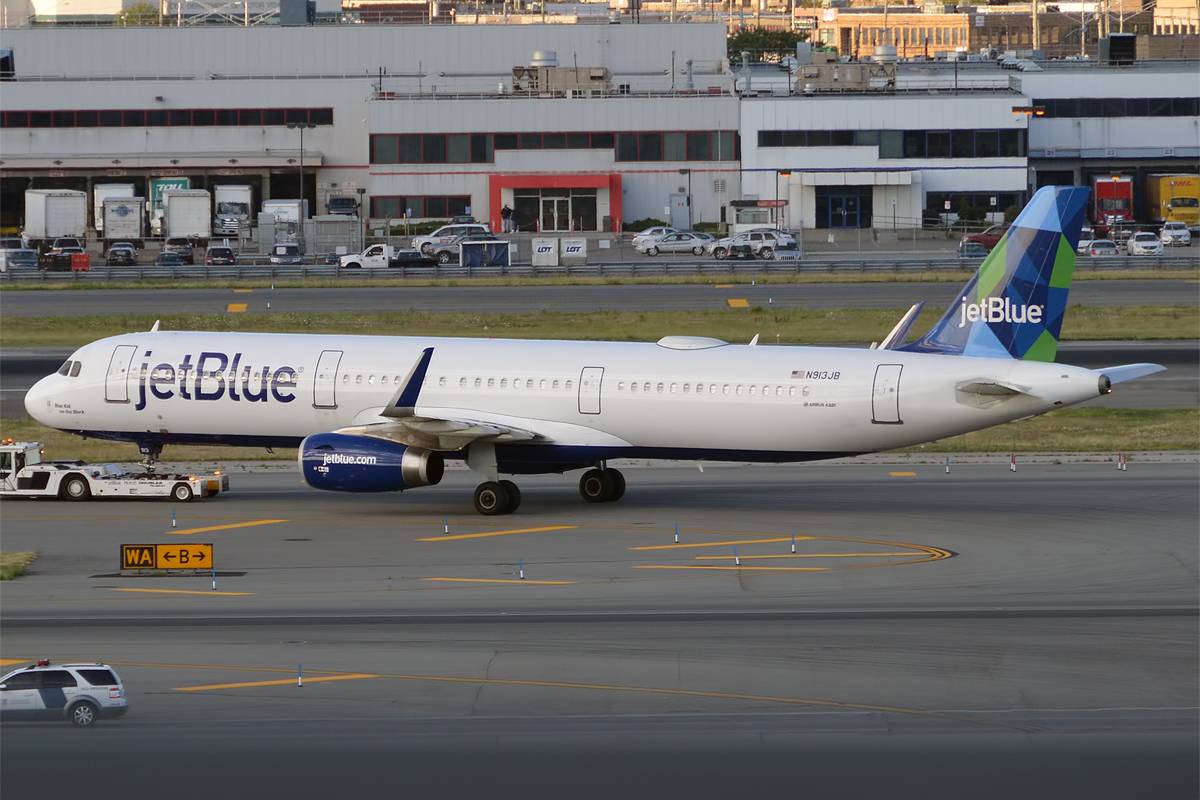

مدينة الارتكاز أو مدينة المحور أو المدينة المحورية كلها مصطلحات لأمر واحد تستخدم في صناعة الخطوط الجوية، مدينة التركيز هو موقع غير محور، حيث يكون لشركات الطيران إليها رحلات بدون توقف ثم إلى العديد من الوجهات الأخرى من مراكزها.
شروط أخرى مع معنى ما يعادل هي «محور ثانوي»، «صغير محور»، "hublet"، «المدينة الرئيسية»، أو «القاعدة». مصطلح «مدينة الارتكاز» كانت في الأصل تستخدم من قبل شركات الطيران الأميركية المختلفة كمصطلح تسويقي لتعزيز العمليات في وجهاتها الثانوية في عام 1990. ومع ذلك، استخدام المصطلح على نطاق واسع بشكل كبير وملحوظ.